# Hristo Zaykov
Hristo Zaykov, né le 17 août 1961 à Bourgas, est un coureur cycliste et directeur sportif bulgare. Il prend la nationalité française en 2003. 

## Biographie
En amateur, Hristo Zaykov s'affirme comme étant l'un des meilleurs coureurs du bloc des Pays de l'est des années 1980. Il s'adjuge notamment une étape de la Course de la Paix durant cette période, disputée entre Most et Prague. Il continue sa carrière avec succès respectivement à DOC (Dijon Olympique Cyclisme), EC Icaunnaise et Martigues SC en remportant à trois reprises le Tour de Bulgarie + 7 étapes. Il écume les courses du calendrier français et réalise de bonnes performances, gagnant entre autres le Tour de Dordogne en 1990, le Tour de Gironde ou encore les Cinq jours des As-en-Provence en 1993.
Il devient ensuite directeur sportif au sein du club français du Martigues Sport Cyclisme en 1999 qui deviendra Champion de France en 2010. Tout en restant au club de Martigues, il rejoint l'encadrement de l'équipe continentale professionnelle Delko-Marseille Provence-KTM de 2017 à 2021.

## Palmarès
- 1984
  - Champion des Balkans du contre-la-montre par équipes
  - Champion de Bulgarie du contre-la-montre
  - 5e étape de la Course de la Paix
  - 2e du Tour de Turquie
- 1986
  - Tour de Sacrifique :
    - Classement général
    - 2 étapes
- 1990
  - Tour de Dordogne
  - Paris-Bagnoles-de-l'Orne
  - Grand Prix de Pont-de-Dore
- 1992
  - Stuttgart-Strasbourg
  - Grand Prix de la Libération à Beaune
  - 2 étapes du Tour de Martinique
  - 3e du Tour de Martinique
- 1993
  - Tour de Gironde
  - Cinq jours des As-en-Provence
  - 2e du Souvenir Hugues-Frosini
  - 3e du Tour de la Haute-Marne
- 1994
  - Tour de Bulgarie
  - Grand Prix d'Autry-le-Châtel
  - 3e des Boucles des Côtes de Saint-Mont
- 1995
  - Grand Prix Souvenir Jean-Masse
  - Tour de Bulgarie
  - Grand Prix de Vidaillac
  - La Savoyarde
  - Grand Prix Souvenir Jean-Masse
  - 2e du Tour du Cantal
  - 2e du Grand Prix de Villapourçon
- 1996
  - Tour de Bulgarie
  - 1re étape du Tour du Tarn-et-Garonne
  - 2e de la Polymultipliée lyonnaise
  - 3e du Tour de Gironde
  - 3e du Tour du Tarn-et-Garonne
- 1997
  - 2e du Tour du Chablais
  - 2e du Circuit du Cantal
  - 3e du Souvenir Hugues-Frosini
- 1998
  - 4e étape du Tour de Bigorre
  - 3e étape du Tour Nord-Isère
  - 2e étape du Tour de Corrèze[2]
  - 2e du Tour du Béarn
  - 2e du Tour de Grèce
  - 3e du Tour du Canton de Saint-Ciers
  - 3e de Paris-Cayeux
  - 3e du Circuit du Cantal